# Шок, Рудольф
Рудольф Иоганн Шок (нем. Rudolf Johann Schock; 4 сентября 1915[…], Дуйсбург, Пруссия — 13 ноября 1986[…], Дюрен, Северный Рейн-Вестфалия) — немецкий тенор, исполнял широкий репертуар от оперетты до Лоэнгрина, работал на телевидении, радио и в кино.

## Биография
Родился в Дуйсбурге, в Пруссии (Рейнская провинция). Шок был известен как «лирический тенор» с теплым гибким голосом и «сильным верхним голосом», который подходил для «героических ролей». Когда ему было 18 лет, и он все еще продолжал свое музыкальное образование, которое привело его в Кельн, Ганновер и Берлин, Шок присоединился к оперному хору в Theater Duisburg в городе своего рождения. Государственный театр Брауншвейга пригласил Шока на сольные роли в 1937 году, но его карьера была прервана призывом в армию в 1940 году. Возобновление после войны 1945 г. в Ганновере. В 1946 году он выступал с двумя берлинскими оперными труппами, а в 1947 году он присоединился к Гамбургской государственной опере, членом которой был до 1956 года.
Он был одним из первых немцев, которые пели в Ковент-Гарден в 1949 году. Выступая как Родольф, Альфредо, Пинкертон и Тамино в его первом сезоне. Он исполнил заглавную партию в опере «Идоменей» на Зальцбургском фестивале и принял участие в премьере опер Рольфа Либермана, «Пенелопы» и первой постановке Лулу в Венской Государственная опере. Шок неоднократно посещал Эдинбургский международный фестиваль и пел Вальтер в Байройте в 1959 году.
В 1953 году он сыграл и спел роль Рихарда Таубера в фильме Du bist die Welt für mich. Его часто сравнивали со старшим тенором и называли его преемником. Он был также считается самым успешным немецким кино певцом своего поколения.
Шок продал более трех миллионов пластинок, а его немецкие фильмы сделали его почти суперзвездой своего времени. Наиболее впечатляющие выступления Шока включают роли Пола в Die Tote Stadt и несколько главных партий в операх Пуччини.
Шок также интересовался развитием молодых певцов, судя вокальные конкурсы. После знакомства с Карлом Риддербушем в одном из них Шок частично финансировал музыкальное обучение баса.
Рудольф Шок продолжал давать концерты до шестидесяти лет. В возрасте 71 года он внезапно скончался от сердечного приступа в Гюрценихе, районе города Дюрен, где он поселился.

## Избранная фильмография
- Ты — целый мир для меня (1953) — Richard Tauber
- Счастливый странник (1955) — Аксель Вендт
- Король Чардаша (1958) — Янош
- Графиня Марица (1958) — Михаил
- Дом трех девушек (1958 г.) — Франц фон Шобер

В роли себя
- Не без Гизелы (1951)
- Концерт по заявкам (1960)